# Feldberg (Bade-Wurtemberg)
Pour les articles homonymes, voir Feldberg.
Feldberg (Schwarzwald) est une commune de Bade-Wurtemberg (Allemagne), située dans l'arrondissement de Brisgau-Haute-Forêt-Noire, dans le district de Fribourg-en-Brisgau, également station de sports d'hiver.

## Géographie
Feldberg est la plus haute commune d'Allemagne. Elle est située sur le col du Feldberg, entre la vallée du Wiesental, au sud, et la vallée de la Gutach, au nord, juste en contrebas du sommet du Feldberg, le sommet le plus élevé du Bade-Wurtembeg.

## Musée du Jambon de la Forêt-Noire
Ce musée situé dans une tour a été créé tout spécialement autour du thème du jambon produit dans la région. Les visiteurs apprennent ainsi d'où viennent les cuisses de porc utilisées pour la fabrication du jambon de la Forêt-Noire, ce qu'est la salaison à sec, le "brûlage" et le fumage sur du bois de conifères local. Une base de données de recettes séparée fournit des suggestions et des conseils pour déguster le jambon de la Forêt-Noire.

## Quartiers
- Feldberg
- Bärental
- Altglashütten
- Neuglashütten
- Falkau

## Jumelages
- La Clusaz (France)